# Under the Red Cloud
Albums de Amorphis
Circle
(2013) Queen of Time
(2018)
Under the Red Cloud est le douzième album studio du groupe de metal finlandais Amorphis, sorti en 2015 chez Nuclear Blast. Il a été produit par Jens Bogren.

## Liste des pistes
| 1.    | Under the Red Cloud | S. Kallio     | 5:33 |
| 2.    | The Four Wise Ones  | E. Holopainen | 4:40 |
| 3.    | Bad Blood           | S. Kallio     | 5:23 |
| 4.    | The Skull           | T. Koivusaari | 5:04 |
| 5.    | Death of a King     | S. Kallio     | 5:14 |
| 6.    | Sacrifice           | E. Holopainen | 3:56 |
| 7.    | Dark Path           | E. Holopainen | 5:08 |
| 8.    | Enemy at the Gates  | E. Holopainen | 5:07 |
| 9.    | Tree of Ages        | S. Kallio     | 4:36 |
| 10.   | White Night         | E. Holopainen | 5:15 |
| 49:56 |                     |               |      |

| Pistes bonus | Pistes bonus                 | Pistes bonus  | Pistes bonus | Pistes bonus | Pistes bonus | Pistes bonus | Pistes bonus | Pistes bonus | Pistes bonus |
| No           | Titre                        | Musique       | Durée        |              |              |              |              |              |              |
| ------------ | ---------------------------- | ------------- | ------------ | ------------ | ------------ | ------------ | ------------ | ------------ | ------------ |
| 11.          | Come the Spring              | T. Koivusaari | 3:27         |              |              |              |              |              |              |
| 12.          | Winter's Sleep               | S. Kallio     | 6:37         |              |              |              |              |              |              |
| 13.          | The Wind (Japan Bonus Track) | S. Kallio     | 5:48         |              |              |              |              |              |              |
| 59:59        |                              |               |              |              |              |              |              |              |              |

## Personnel

### Membres du groupe
- Tomi Joutsen (en) : chant
- Tomi Koivusaari (en) : guitare rythmique
- Esa Holopainen (en) : guitare solo
- Santeri Kallio : claviers
- Niclas Etelävuori : guitare basse
- Jan Rechberger : batterie

### Invités
- Aleah Stanbridge : chant additionnel (pistes 2, 6, 10)
- Jens Bogren : chant (chœurs)
- Jon Phipps : orchestrations additionnelles, arrangement des cordes
- Österäng Symphonic Orchestra : orchestrations
- André Alvinzi : claviers additionnels (piste 6)
- Martin Lopez : percussions
- Chrigel Glanzmann : whistles

### Production
- Jens Bogren : producteur, mixage et mastering
- Lasse Väyrynen : ingénieur du son (percussions de Jan Rechberger)
- David Castillo : ingénieur du son (percussions de Martin Lopez)
- Jonas Olsson : ingénieur du son additionnel
- Pekka Kainulainen : paroles
- Linus Corneliusson : mixage (assistant)
- Viktor Stenqvist : ingénieur du son additionnel
- Jyri Riikonen : ingénieur du son (grand piano, Hammond, Rhodes)
- Santeri Kallio : ingénieur du son (orgue d'église)
- Valnoir Mortasonge : couverture de l'album